# William Ashley
William James Ashley (Bermondsey, South London, 25 de fevereiro de 1860 — Cantuária, 23 de julho de 1927) foi um influente historiador econômico britânico. Seu trabalho mais importante é The Economic Organisation of England.

## Vida e carreira
Ashley nasceu em Bermondsey, South London em 25 de fevereiro de 1860. A vida marginal de sua infância foi moldada pelo subemprego cíclico de seu pai, um artífice chapeleiro; seu ceticismo em relação à economia de livre comércio pode ter se originado a partir de suas observações durante os seus anos de formação. Foi educado em St Olave's Grammar School e, depois, em Balliol College, Oxford. Trocou o mundo de poucas oportunidades de sua juventude pelo brilhantismo acadêmico, e por fim, conquistou a bolsa de estudos oferecida pelo Balliol College. Em Oxford, foi influenciado por Benjamin Jowett, pelo bispo William Stubbs e, especialmente, pelo historiador econômico, Arnold Toynbee.
Ashley foi nomeado professor do Lincoln College, Oxford, em 1885. Em julho de 1888 casou com Margaret Hill, filha de George Birkbeck Hill, e no verão daquele ano, ele e sua esposa partiram para o Canadá, para o seu novo posto acadêmico. De 1888 a 1892, foi de professor de Economia política e de História Constitucional na Universidade de Toronto. A sua palestra inaugural foi dedicada a Gustav von Schmoller, um dos estudiosos alemães da história da economia. Em 1892 Ashley transferiu-se para a Universidade Harvard, tornando-se o primeiro professor de História Econômica no mundo de fala inglesa.
Em 1901, Ashley deixou Harvard para assumir a Cadeira de Comércio na Universidade de Birmingham, onde fomentou o desenvolvimento do seu programa comercial. Robin Emery foi uma grande influência em sua vida. De 1902 até 1923, atuou como primeiro professor de Comércio e decano da Faculdade da universidade, que ajudou a fundar. Na época, foi a primeira Faculdade de Comércio da Inglaterra.
Em seu primeiro ano de funcionamento, os custos anuais da Faculdade, incluindo os salários dos funcionários, eram de 8 200 libras esterlinas - havia seis estudantes, uma sala de leitura e duas salas de aula. Em 1908, quinze alunos se formaram através da Escola, muitos deles já com empregos garantidos. Ashley declarou: "Eu espero muito que antes de me aposentar seja capaz de reunir em volta de mim uma sala cheia de gerentes e diretores de empresas que tenham sido alunos da Faculdade de Comércio."
Ashley insistiu que o curso deveria proporcionar uma formação ampla, com os alunos, não apenas estudando comércio, mas também línguas e História moderna. Mesmo assim, reconheceu a importância do contexto internacional no qual os negócios operados, exigiam que seus graduados fossem capazes de entender os bastidores das políticas econômicas de outros países. Dada a posição da Grã-Bretanha como uma potência colonial, na virada do século, esta era uma abordagem de longo alcance.
Durante seu tempo na universidade, Ashley morou em Edgbaston, Birmingham, e esteve profundamente envolvido nos assuntos locais e, finalmente, foi condecorado por seu trabalho em 1917. De 1899 a 1920 Ashley foi também um inspetor das cadeiras de História, Economia e Comércio nas Universidades de Cambridge, Londres, Durham, País de Gales e Irlanda. Em 1919 foi nomeado para a Royal Commission a fim de analisar "as perspectivas econômicas do setor agrícola da Grã-Bretanha".

## Influência
Durante os anos de 1900 a 1906, Ashley exerceu alguma influência política sobre a política econômica do governo conservador, notadamente dando apoio aos planos de Joseph Chamberlain para sua reforma fiscal. Em sua obra de 1903, The Tariff Problem, Ashley apoiou fortemente as propostas de Chamberlain. Chamberlain escreveu para Ashley em 26 de abril de 1904, dizendo que seu livro era "o melhor manual que temos". O biógrafo de Chamberlain, Peter Marsh, disse que o livro de Ashley foi "por todas as contas o mais persuasivo livro da reforma fiscal, o trabalho de Ashley provocou o respeito até mesmo de John Morley". Em seu livro de 1904 The Progress of the German Working Class in the Last Quarter of a Century, Ashley argumentou que os impostos na Alemanha tinham garantido o emprego lá e tinham também aumentado a receita para o seguro social e antigas pensões.
Em 1925, Ashley se retirou da Cadeira de Comércio na Universidade de Birmingham, que ocupava desde 1901. Apesar de estar agora com mais idade e, supostamente, ter se afastado para cuidar melhor de sua saúde, foi mais uma vez fundamental para a fundação de um movimento maior; A Sociedade de História da Economia. Quando Eileen Power veio para organizar a sessão de história da economia na segunda Conferência histórica anglo-americana do Instituto de Pesquisa Histórica em julho de 1926, as duas vertentes cuidadosamente se juntaram.
O encontro, em 14 de julho de 1926, fez surgir a Sociedade. Sir William Ashley tornou-se devidamente o primeiro presidente da Sociedade, e seu papel na reunião de fundação foi publicado como o primeiro artigo do primeiro número da Revista de História da Economia. Ashley morreu em 23 de julho de 1927, e seu retrato pode ser visto na National Portrait Gallery.

## Obras selecionadas
- 1888 — An Introduction to English Economic History and Theory, Parte I: The Middle Ages; 4th ed. (1909), on line, McMaster University. — um livro dedicado à memória de Arnold Toynbee.
- 1893 — An Introduction to English Economic History and Theory, Parte II: The End of the Middle Ages, (1893); 4th ed., (1906) on line, McMaster University
- 1900 — Surveys historic and economic
- 1903 — The Tariff Problem,  Westminster, P. J. King
- 1903 — The adjustment of wages: a study in the coal and iron industries of Great Britain and America, Londres, Longmans, Green
- 1904 — The Progress of the German working classes in the last quarter of the century, Londres: Longmans, Green & Co.
- 1907 — "The Present Position of Political Economy", Economic Journal, 17(68), pp. 467–89.
- 1912 — Gold and Prices
- 1914 — The Economic Organisation of England: An Outline History, Londres: Longmans, Green & Co.